# Badume's Band
Le Badume’s Band est un groupe d'éthio-jazz français, originaire de Bretagne. Ses membres sont issus de la scène jazz, funk et traditionnelle bretonne. Le groupe a collaboré avec de nombreux artistes éthiopiens, notamment Selamnesh Zéméné, Aklilu Zewdie, Gétatchèw Mèkurya, Alèmayèhu Eshèté et Mahmoud Ahmed.

## Biographie

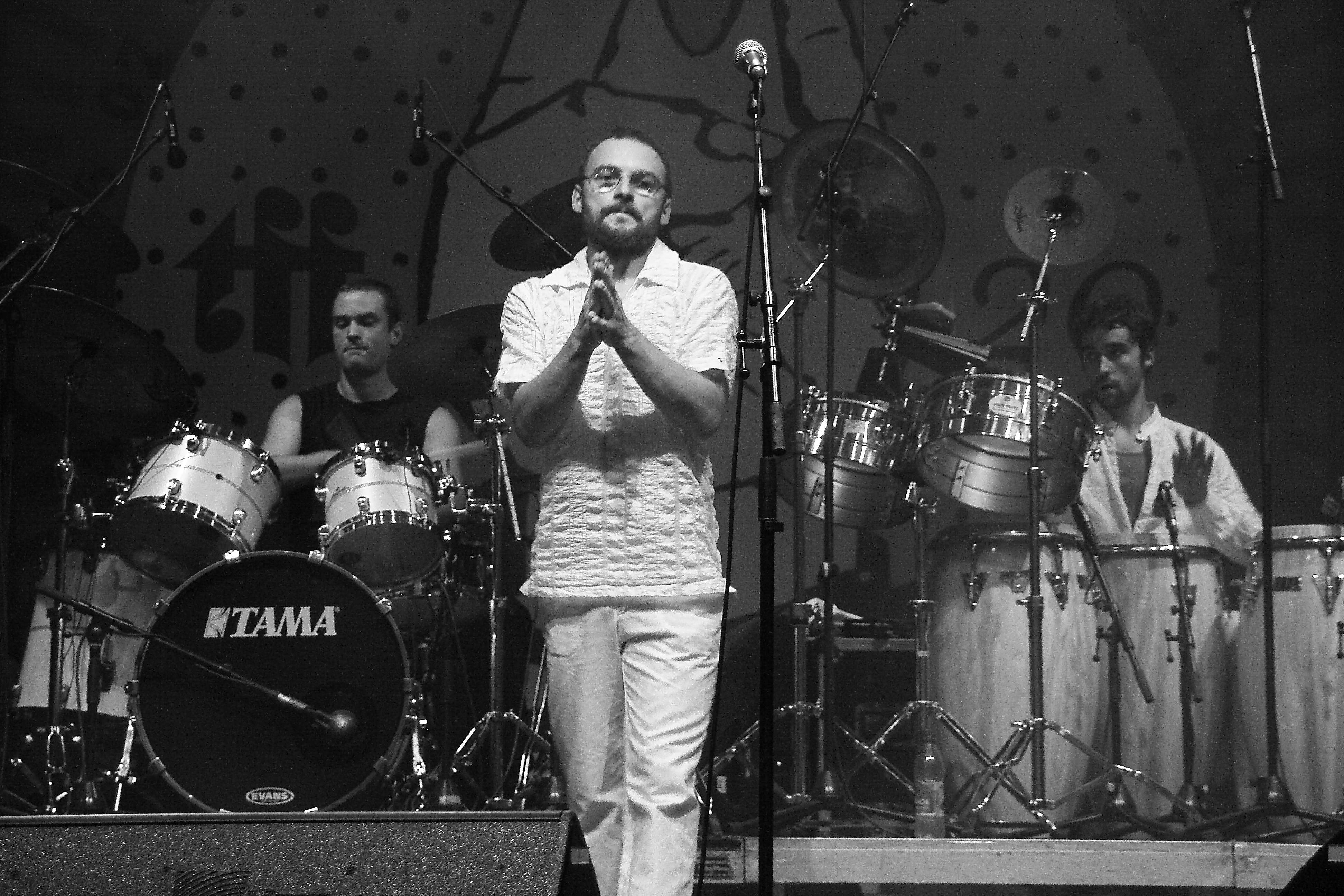
Éric Menneteau avec le groupe au TFF. Rudolstadt, en 2010.

Le groupe est originaire de Bretagne et formé en 2004. Le groupe apparaît pour la première fois, le 11 septembre 2004, au festival la Jaille avec Éric Menneteau au chant. 
En mai 2005, création aux RICP de Glomel aux côtés d'Aklilu Zewdié (saxophoniste, clarinettiste et directeur de la Yared school d’Addis Abeba) qui présente le Badume's Band à Mahmoud Ahmed. Ce dernier les invite à l'accompagner au festival la Renverse en août 2006, puis au festival des musiques éthiopiennes d'Addis Abeba en janvier 2007. À ce sujet, Francis Falceto, « divulgateur des musiques éthiopiennes grâce à sa collection de CD Éthiopiques », explique que « quand Badume's Band a joué [...], les Éthiopiens étaient médusés ». Entretemps, ils sortent leur premier album, Addis Kan, au label Innacor Records. Le nom de l'album, tout comme celui du groupe, est symbolique : Addis signifie « nouveau » dans la langue officielle de l’Éthiopie et Kan, « chant » en breton.
S'ensuivent plusieurs tournées « Éthiopiques » entre 2008 et 2010 aux côtés de Mahmoud Ahmed et Alémayéhu Eshèté (DVD Éthiopiques Live). Le groupe se produit régulièrement avec la chanteuse Selamnesh Zemene depuis 2011. En 2010, ils sortent leur deuxième album, Qelemewa, toujours chez Innacor Records, suivi l'année suivante par Ale Gena, qui célèbre de nouveau la fusion entre rock, éthio-jazz, tribe et chant ancestral éthiopien.
En 2021, Innacor sort l'EP Yaho bele/Say Yeah, pour célébrer les quinze ans du label.

## Style musical
Pour le magazine Mondomix, « le répertoire du Badume’s raconte la fulgurance de l’explosion musicale de ces prestigieuses années. Après trois années de reprises fidèles, plusieurs scènes avec Mahmoud Ahmed, des concerts au festival d’Addis Abeba en janvier dernier, l’aval des aînés musiciens, le Badume’s a décidé de proposer une relecture plus personnelle de la période. Dans son premier album Addis Kan, au titre en forme de clin d’œil au kan ha diskan ».

## Membres

### Membres actuels
- Selamnesh Zéméné — chant
- Rudy Blas — guitare électrique
- Olivier Guénégo — Rhodes, orgues
- Stéphane Rama — basse
- Antonin Volson — batterie
- Jonathan Volson — percussions

### Anciens membres et invités
- Mahmoud Ahmed, Alèmayèhu Eshèté, Gétatchèw Mèkurya, Aklilu Zewdie, Xavier Pusset, Éric Menneteau, Julien Bechen, Jordan Philippe, Xavier Lugué, Étienne Callac, Franck Le Masle, Philippe Monange, Jean-Patrick Cosset, Olivier Arnaud, Stephane Brunet, Yanna Plougoulm, Eritbu «Solomon» Agegnehu, Selamsew Demelash, Asrat Ayalew, Zenash Tsegaye, Melaku Belay, Stéphane Le Dro, Pierre-Yves Merel, Charles Lucas ...

## Discographie

### Albums studio
- 2007 : Addis Kan (Innacor Records)
- 2010 : Qelemewa (Innacor Records)
- 2010 : Ethiopiques Live Feat (Alemayehu Eshete et Mahmoud Ahmed) (Innacor Records)
- 2011 : Ale Gena (Innacor Records)
- 2021 : Yaho bele/Say Yeah (Innacor Records, L'Autre Distribution)

### EP
- 2011 : Minjar/Ketew Abew (Crosspoint) (vinyle)
- 2014 : Badume's Azmari Band - Bati/Sokota (Crosspoint) (vinyle)